# Diócesis de Inniscathy
La diócesis de Inniscathy, de Inis Cathaig o de Innis-Scattery (en latín: Dioecesis Insulae Cathensis, en inglés: Diocese of Inniscathy y en irlandés: Deoise Inis Cathaigh) fue una circunscripción eclesiástica de la Iglesia católica en Irlanda. Se trataba de una diócesis latina, sufragánea de la arquidiócesis de Cashel. Fue suprimida probablemente en 1188 y restaurada como diócesis titular en 1969 como diócesis de Inniscathy o Inis Cathaig. Desde el 24 de abril de 2015 su obispo titular es Josef Graf.

## Territorio y organización

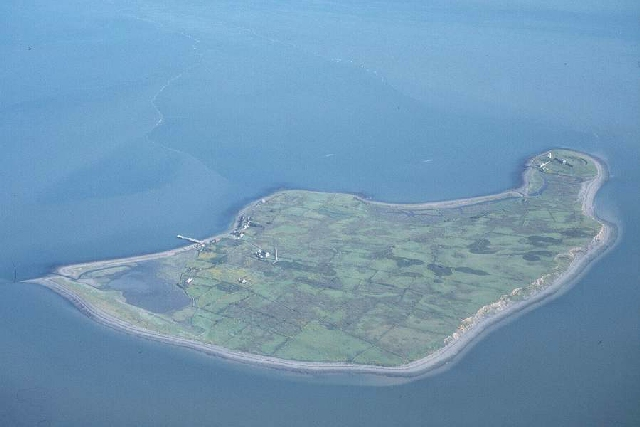
Isla Inis Cathaig

La diócesis extendía su jurisdicción sobre los fieles católicos de rito latino residentes en las baronías de Moyarta, Clonderlaw e Ibricken, en el condado de Clare; la baronía de Connello, en el condado de Limerick; y la antigua región de Hy-Fidgente en el condado de Kerry.
La sede de la diócesis se encontraba en la isla Inis Cathaig o Scattery en el estuario del Shannon, en donde se encuentran las ruinas de la catedral (unos 5 km a sudoeste de la ciudad de Kilrush en el condado de Clare).

## Historia
Inniscathy es el lugar donde, en la primera mitad del siglo VI, san Senán fundó el más importante de sus monasterios. Senán falleció en 544, según las leyendas hagiográficas relacionadas con la vida de este santo abad. Los sucesores inmediatos de Senán habrían sido Odrán, fallecido en 580, y Aidán I, quien emigró a Lindisfarne y falleció en 651. Desde finales del siglo VIII los obituarios presentes en los anales irlandeses permiten reconstruir la cronología de los abades hasta principios del siglo XIII.
La Iglesia irlandesa del primer milenio no estaba organizada en diócesis, como en el continente, sino que la vida eclesial y pastoral giraba en torno a los monasterios, donde el abad también ejercía funciones episcopales. Con frecuencia, un monje, subordinado al abad, era consagrado obispo únicamente para funciones litúrgicas. En Inniscathy también se conocen varios abades-obispos.
Durante la reorganización de la Iglesia irlandesa según el modelo continental, el Sínodo de Ráth Breasail en 1111 no mencionó una diócesis de Inniscathy, y los territorios dependientes del monasterio se dividieron entre las diócesis de Limerick, Killaloe, Ardfert y Cloyne.
Sin embargo, los abades no renunciaron tan fácilmente a los derechos adquiridos a lo largo de los siglos. De hecho, el Sínodo de Kells de 1152 reconoció la diócesis de Inniscathy como sufragánea de la arquidiócesis de Cashel. Sin embargo, el obispo de Inniscathy no aparece en la lista de obispos irlandeses que juraron lealtad al rey Enrique II de Inglaterra en Cashel entre 1171 y 1172. No se menciona ninguna diócesis en Inniscathy después de 1195, año de la muerte del último abad-obispo conocido, Cerball Ua hEnna, y las antiguas tierras monásticas y sus iglesias parecen pertenecer a las mismas diócesis a las que fueron asignadas en 1111.
Durante los siglos XIV y XV se nombraron dos obispos para Inniscathy, probablemente debido a errores cometidos por la Curia romana. En 1360 el papa Inocencio VI nombró a Thomas McMahon episcopus Cathayensis, quien fue consagrado obispo en 1363. Tras llegar a Irlanda, a pesar de las peticiones y protestas de los obispos de Limerick, Killaloe, Ardfert y Cloyne, Thomas McMahon permaneció en su sede hasta 1366, cuando una investigación ordenada por Roma concluyó que este obispo había presentado documentos falsos para obtener la sede de Inniscathy. Por lo tanto, el papa Urbano V declaró nulo el nombramiento de su predecesor, Inocencio VI.
En 1414 un dominico inglés, Richard Belmer, logró obtener el nombramiento en Inniscathy del antipapa Juan XXIII, pero la fuerte oposición antiinglesa y la pobreza de la mensa episcopal lo convencieron de no tomar posesión de la sede. En 1424, fue nombrado obispo de Achonry.

### Diócesis titular
Desde 1969 Inniscathy figura entre las sedes episcopales titulares de la Iglesia católica como diócesis de Inniscathy o Inis Cathaig. Desde el 24 de abril de 2015 su obispo titular es Josef Graf, obispo auxiliar de la diócesis de Ratisbona.

## Episcopologio
La siguiente cronología corresponde a los abades que reporta F. Grannell. Los abades documentados como obispos en la misma lista se indican con (*).
- San Senán † (?-1 de marzo de 544 falleció)
- Odran † (?-circa 580 falleció)
- Aidan I † (antes de la mitad del siglo VII)
- Olchobur † (?-797 falleció)
- Aidan II † (?-863 falleció)
- Mael-Brigte Mac Brolaig † (?-901 falleció)
- Flaitbertach Mac Inmainen † (?-circa 908 falleció)
- (*) Cinead Ua Con Minn † (?-958 falleció)
- Gebendach Mac Cathail † (?-965 falleció)
- (*) Scandlan Ua Eirc † (?-974 falleció)
- Noeman † (?-977 falleció)
- Cathal Mac Ledbain † (?-992 falleció)
- Colla Mac Connacain † (?-995 falleció)
- Mael-Isu Mac Fannabra † (?-997 falleció)
- Ua Lecce † (?-1033 falleció)
- (*) Ua Bruic † (?-circa 1037 renunció)
- Mac Laain † (?-1041 falleció)
- Muirchertach Ua Sculu † (?-1054 falleció)
- (*) Ua Bruic † (?-1070 falleció) (por segunda vez)
- Dunchad Ua Bruic † (?-1081 falleció)
- Ua Mael-Muine † (?-1095 falleció)
- Diarmait Ua Lennain † (?-1119 falleció)
- Ua in Chosain † (?-1129 falleció)
- (*) Aed Ua Beccain (Hugh O'Beachain) † (?-1188 falleció)
- (*) Cerball Ua hEnna † (?-circa 1195 falleció)
- Mac Mic Techthechain † (?-1202 falleció)

### Obispos titulares
- Thomas Jerome Welsh † (18 de febrero de 1970-4 de junio de 1974 nombrado obispo de Arlington)
- William Anthony Hughes † (23 de julio de 1974-13 de abril de 1979 nombrado obispo de Covington)
- John Edward Heaps † (4 de septiembre de 1981-21 de junio de 2004 falleció)
- Frank Joseph Caggiano (6 de junio de 2006-31 de julio de 2013 nombrado obispo de Bridgeport)
- Josef Graf, desde el 24 de abril de 2015
- Miguel Fenelon Câmara Filho † (9 de enero de 1970-24 de noviembre de 1976 por sucesión arzobispo de Maceió)
- Michael Mary O'Shea, O.S.M. † (19 de noviembre de 1990-30 de mayo de 2006 falleció)
- Gregory O'Kelly, S.I. (6 de julio de 2006-15 de abril de 2009 nombrado obispo de Port Pirie)
- John Joseph O'Hara, desde el 14 de junio de 2014